# Prowincja Chieti
Prowincja Chieti (wł. Provincia di Chieti) – prowincja we Włoszech, z siedzibą zlokalizowaną w Chieti.
Nadrzędną jednostką podziału administracyjnego jest region (tu: Abruzja), a podrzędną jest gmina.
Liczba gmin w prowincji: 104.

## Geografia
Prowincja Chieti jest jedną z czterech prowincji regionu Abruzja, na wschodnim wybrzeżu Włoch. Jest najbardziej wysuniętą na wschód prowincją w regionie i jest ograniczona od północnego wschodu przez Morze Adriatyckie. Prowincja Pescara leży na północy, a prowincja L'Aquila na północnym zachodzie. Na południu leży prowincja Isernia, a prowincja Campobasso leży na południowym wschodzie, obie te prowincje są częścią regionu Molise. Stolicą prowincji jest Chieti, położone na grzbiecie kilka mil w głąb lądu i tuż na południe od rzeki Pescara, która wpada do morza w pobliskiej Pescarze.
Nastąpił ruch rolników oddalających się od ziemi i obszaru. Największy odpływ nastąpił z terenów pagórkowatych i górzystych, gdzie gospodarstwa są małe i prowadzone przez rodziny, które są ich właścicielami. W latach 1951–1971 liczba osób zatrudnionych w rolnictwie w Chieti spadła z ponad 80% do około 45%, liczba zatrudnionych w przemyśle potroiła się do około 20%, a liczba zatrudnionych w sektorze usług potroiła się do około 30%.

## Historia
Po raz pierwszy zasiedlili tę prowincję Oskowie w pobliżu rzeki Pescara. Około 1000 r. p.n.e. zostało podbite przez Marsów i Marrucinów. Miasto zamieszkiwali również Grecy, którzy nazwali je Teate. Zostało podbite przez Rzymian w 305 r. p.n.e., ale po upadku Rzymu w 476 r. n.e. Teodoryk Wielki przejął władzę nad miastem i było ono następnie wykorzystywane jako twierdza lombardzka. Miasto było następnie własnością Franków, Normanów, Hohenstaufów, Andegawenów i władców aragońskich, aż do momentu, gdy silną kontrolę nad miastem przejął Karol V Mądry. Chieti zostało stolicą Abruzji w okresie rządów dynastii Burbonów.
W prowincji Chieti znajduje się Ortona, miasto założone przez Frentanów w celu handlu z Grekami. Podczas II wojny światowej rozegrała się tam bitwa pomiędzy siłami niemieckimi a siłami głównie brytyjskimi i kanadyjskimi. Zginęło ponad 2000 cywilów, a miasto zostało w dużej mierze zniszczone.

## Główne gminy
| #   | Nazwa gminy          | Populacja (2022) | Powierzchnia (km²) |
| --- | -------------------- | ---------------- | ------------------ |
| 1.  | Chieti               | 48 455           | 59,57              |
| 2.  | Vasto                | 40 692           | 71,35              |
| 3.  | Lanciano             | 33 944           | 66,94              |
| 4.  | Francavilla al Mare  | 25 622           | 23,09              |
| 5.  | Ortona               | 22 209           | 70,88              |
| 6.  | San Salvo            | 19 688           | 19,07              |
| 7.  | San Giovanni Teatino | 14 312           | 18,19              |
| 8.  | Atessa               | 10 338           | 110,98             |
| 9.  | Guardiagrele         | 8420             | 56,04              |
| 10. | Fossacesia           | 6280             | 30,14              |